# Hennepin County
Hennepin County är ett county i den amerikanska delstaten Minnesota. Enligt statistik från år 2010 bor 1 152 425 människor där. Den administrativa huvudorten (county seat) är Minneapolis. 
Hennepin County har fått sitt namn efter den katolske missionären och upptäcktsresanden Louis Hennepin.

## Politik
Medborgarna i Hennepin County röstar i regel på Demokraterna, vars presidentkandidat har fått flest röster i samtliga presidentval sedan 1912 med undantag för 1920, 1924, 1928, 1952, 1956, 1960 och 1972.

## Geografi
Hennepin County täcker en total yta av 1,571 km², varav 1,442 km² utgörs av land och 129 km² av vatten. Procentuellt utgörs 8,21% av vatten. Mississippiflodens högsta vattenfall, Saint Anthonyfallen, upptäckt av fransmannen Louis Hennepin, ligger i detta county, i Minneapolis. 

### Angränsande countyn
- Anoka County - nordost
- Ramsey County - öst
- Dakota County - sydost
- Scott County - syd
- Carver County - sydväst
- Wright County - nordväst

### Städer i Hennepin County
- Bloomington
- Brooklyn Center
- Brooklyn Park
- Champlin
- Corcoran
- Crystal
- Dayton (delvis i Wright County)
- Deephaven
- Eden Prairie
- Edina
- Excelsior
- Golden Valley
- Greenfield
- Greenwood
- Hanover (delvis i Wright County)
- Hassan Township
- Hopkins
- Independence
- Long Lake
- Loretto
- Maple Grove
- Maple Plain
- Medicine Lake
- Medina
- Minneapolis
- Minnetonka Beach
- Minnetonka
- Minnetrista
- Mound
- New Hope
- Orono
- Osseo
- Plymouth
- Richfield
- Robbinsdale
- Rockford (delvis i Wright County)
- Rogers
- Shorewood
- Spring Park
- St. Anthony
- St. Bonifacius
- St. Louis Park
- Tonka Bay
- Wayzata
- Woodland

Hennepin County inkluderar även territoriet Fort Snelling, där det inte finns några större städer.